# Eleição para o Senado federal por Connecticut em 2006
A eleição para o senado do estado americano de Connecticut em 2006 foi realizada em 7 de novembro do mesmo ano. O senador Joe Lieberman conquistou a terceira reeleição,com aproximadamente 50% dos votos. Em 8 de agosto de 2006 foram realizadas as primárias. Segundo as pesquisas, Lieberman ganhou o voto de 33% dos democratas, 54% dos independentes e 70% dos republicanos.
Lieberman tinha o apoio declarado de Tom Carper (democrata), Mary Landrieu (democrata), Ben Nelson (democrata), Mark Pryor (democrata), Michael Bloomberg (republicano), Rudy Giuliani (republicano), Susan Collins (republicana), e pelos jornais: The New York Post e The Washington Post.
Já seu rival, Ned Lamont, tinha o apoio declarado de Joe Biden (democrata), Hilary Clinton (democrata), Robert Byrd (democrata), Dianne Feinstein (democrata), Frank Lautenberg (democrata), Patrick Leahy (democrata), Barack Obama (democrata), e do jornal The New York Times.
Nos resultados finais Lieberman alcançou 564.095 votos, seguido pelo democrata Lamont 450.844 votos, enquanto o republicano Alan Schlesinger, que obteve 109.198 votos, ficou em terceiro lugar. Outros candidatos somaram 10.640 votos, cerca de 00,09%.